# 詹姆斯·坎托
詹姆斯·M·坎托（James M. Cantor，1966年1月2日—），加拿大臨床心理學家、性學家。他在研究性慾亢進和非典型的性興趣方面挺有建樹，是性偏離的專家。他曾任《性虐待》期刊的編輯，並對恋童者進行了腦部神經研究，有關結果被視為為戀童與生俱來、不可改變的說法提供了證據、
坎托為多倫多大學精神醫學部的助理教授、成癮與精神健康中心法律和心理健康研究部部長；《性侵略期刊》、《性研究期刊》、《性行為檔案》的編輯委員會委員。

## 教育與個人生活
坎托於紐約長島成長，本科在伦斯勒理工学院就讀，於當中主修電腦科學，副修數學和物理。他在学院就讀期間，擔任了学生宿舍的顾问，为擁有学术或个人问题的学生提供咨询。他表示：「與技術性活動相比，這些活動才是我每天的主菜」。這時他决定攻读麦吉尔大学的心理学博士學位。到了這個目標實現時，他亦找到了自己的研究方向——性行為的神經基礎。
及後他於波士頓大學攻讀心理学碩士學位，最後以題為《逆转氟西汀诱导的雄性大鼠性功能障碍》的論文於麦吉尔大学取得臨床心理学博士學位。在攻讀博士後，他繼續於成癮與精神健康中心接受訓練，並成為它的員工。
坎托在美国心理学会的1991年年度会议上發表了演講，其內容有關他作為同性戀本科生時的經歷。

## 研究
坎托聚焦於研究性與趣的發展，比如性取向與性偏離。他發表過有關性成瘾和非典型性興趣（包括受虐癖、獸迷、吞食性愛好）的學術文章。
坎托曾利用核磁共振成像去繪製男性戀童者的腦部，結果發現與非戀童的犯罪者相比，他們的腦部生理確有不同。他發現與控制組相比，戀童者的腦白質總量明顯較少、IQ較低、身高亦較矮。這可解讀成戀童傾向跟脑部早期发育有關。不過坎托表示，這並不代表戀童者不需為自己的行為承擔法律責任。劳拉·凯恩（Laura Kane）在《多倫多星報》中寫道，坎托的研究「大大影響了研究者們的看法，使之認為戀童具有生物性基礎」。
坎托跟雷·布兰查德合著了一篇論文，其於2008年發表。當中建議DSM-5把戀童更改成戀童-戀少年障礙；把戀少年定為一種疾病，同時把它分為三個子類型：戀童（認為少於11歲的孩童有性吸引力）、戀少年（認為11-14歲的孩童有性吸引力）、戀童-戀少年（認為兩個年齡組別皆有性吸引力）。這篇論文主要認為DSM-IV-TR對戀童的定義不足以涵蓋所有認為「未發育完全者」擁有性吸引力的人。此一提議受到了理查德·格林（Richard Green）和卡伦·富兰克林（Karen Franklin）的批評，認為他們為了迎合社會的道德法律標準，把促使人類繁殖下一代的行為病理化。坎托等人的提議最終不為DSM-5採納。
坎托的研究顯示，性癮並非一項單一的問題，而是多個不同的問題所導致的主訴。他對主訴自己得了性癮的人進行了分類，結果分成了性偏離的性欲亢进者、自慰回避者、慢性通奸者、感到性内疚的人等等。

## 觀點

### 戀童與兒童性虐待
坎托在接受美國有线电视新闻网訪問時稱，社會應為認為兒童擁有性吸引力但沒有犯過性罪行的人提供一定支持，以使之在保持零犯罪記錄的情況下，活得更美好。在他看來，值得社会制裁的並不是有關想法（戀童），而是行為（性騷擾兒童）：「人們並不能夠選擇戀童與否，但能夠選擇不去性騷擾兒童」。
坎托表示，根據他的經驗，對兒童出手的戀童者「多在感到最絕望的時候才下手——亦即他們認為沒什麼可失去，沒什麼值得保護的時候」。他建議治療師應採用认知行为疗法等手段，使其絕望感或疏離感得以減少，最終使戀童者過上「沒有犯罪的豐富人生」。
坎托在接受訪問時說道：「我們看不到使人不再戀童的可能性……唯一合乎逻辑的方案就是幫助這些人盡可能地過上健康豐彩的人生。對於一些人而言，他們的生活基礎就是一份穩定的工作、一處安身之所、對於人身安全的保障……当我们让其找不到工作或住處時，那麼他們就不能安身立命」。
坎托認為線上組織Virtuous Pedophiles有助於防止人們對兒童從事性虐待行為。這個組織由對兒童擁有性興趣的人組成，不過他們整體上認為性侵犯兒童是一種錯誤的行為。他稱，這個網站會向害怕污名化而不敢尋求傳統手段協助的人提供支持，並向警方報案。他说戀童者的「慾望、感情跟一般人一樣強烈。这是一种不能跟人訴說、深不見底的長痛」。
坎托反對同性戀跟戀童有關的說法，他指出：「在科学文献中，有相当坚实的证据表明，同性恋和恋童之间绝对没有任何關係」。他反对禁止已出櫃的同性戀者參與童军的做法：「若說歷史教會了我們什麼的話，那就是使人隱瞞和感到羞恥的環境會為虐待事件加添一澆油」。

### 性癮
坎托接受過一項有關性癮和性慾亢進的採訪，當中問及性癮應否當作精神障礙看待。坎托認為應該，不過補充道「我见过很多人因著不同原因去使用『性癮』一詞。很容易想象，有人会使用这个词来讨好公众、媒体、自己的配偶。但人們不能把所有問題歸咎於这一诊断。人们将各類道德失範归咎于各種因素。但我们也要非常小心，不要犯相反的错误。有的人滥用这个字词和概念，并不意味著世上沒有此事」。
坎托曾表示他不喜歡性癮一詞。他稱：「因为我们对想要减少性行为的人了解得太少了，所以應盡量避免使用支持某種理論的字眼。『性癮』這個字眼暗示它跟物質成癮一樣，但我們沒有證據证明這點。『强迫性性行为』則暗示它跟强迫症有关，但我們沒有證據证明這點。我較常用性慾亢進代指這類情況，因为此一字眼並沒有支持任何理论或治疗方法的意味。不過其仍不夠完美：有一些人儘管把自己称为『性慾亢進』，但他們實際的性活動量比大多數人少（有时甚至少得多）」。

### 變性
坎托寫道，變性慾望是一種腦部現象。他稱磁共振成像研究已證實布兰查德理论是正確的——世上有兩種男轉女的變性人。一種（同性戀變性人）的腦部就像男同性戀者般，大部分特質為男性的，但一少部分特質為女性的。另一種（異性戀變性人）則擁有異於大多男性的腦部，不過其特質亦不像女性。
研究變性現象的神經科學家安东·吉拉蒙（Anton Guillamon）在另一篇學術文章中表示：「坎托看來是正確的」。
坎托起草了一篇《變性權利草案》，當中表示：「人们能夠选择變性與否，但不能夠選擇對出生性別滿意與否」。

### BDSM
他在評論BDSM參與者與非參與者的比較性研究時表示：「兩者事實上沒什麼差別，這點很有趣……總體來說，沒有什麼因素會促使人對BDSM感到好奇。外向性和經驗開放性高的人更勇於嘗試各類事物，性只是其一」。
他在专栏作家丹·薩維奇的要求下，回信給一位擔憂自身兒子發展成性施虐癖的母親。當中寫道：「精神变态的性杀手确实有性暴力幻想，但你不能夠以此反過來推論。有性暴力幻想并不意味着某人會發展成精神变态的性杀手。绝大多数喜欢暴力色情作品的人都是喜歡健康的BDSM的，仅仅从数字上看，这是最有可能的结果……BDSM/kink社群的健康成員從根本上跟精神变态者不一樣」。

## 論文著作
- Cantor, J. M. . Archives of Sexual Behavior. 2012, 41 (1): 237–247. PMC 3310132 . PMID 22282324. doi:10.1007/s10508-012-9900-3.
- Cantor, J. M.; Blanchard, R.; Christensen, B. K.; Dickey, R.; Klassen, P. E.; Beckstead, A. L.; Blak, T.; Kuban, M. E. . Neuropsychology. 2004, 18 (1): 3–14. PMID 14744183. doi:10.1037/0894-4105.18.1.3.
- Cantor, J. M.; Blanchard, R.; Robichaud, L. K.; Christensen, B. K. . Psychological Bulletin. 2005, 131 (4): 555–68. PMID 16060802. doi:10.1037/0033-2909.131.4.555.
- Cantor, J.; Kabani, N.; Christensen, B.; Zipursky, R.; Barbaree, H.; Dickey, R.; Klassen, P.; Mikulis, D.; Kuban, M.; Blak, T.; Richards, B. A.; Hanratty, M. K.; Blanchard, R. . Journal of Psychiatric Research. 2008, 42 (3): 167–183. PMID 18039544. doi:10.1016/j.jpsychires.2007.10.013.
- Seto, M. C.; Cantor, J. M.; Blanchard, R. . Journal of Abnormal Psychology. 2006, 115 (3): 610–5. PMID 16866601. doi:10.1037/0021-843X.115.3.610.

## 外部連結
- Faculty page at University of Toronto （页面存档备份，存于）
- Centre for Addiction and Mental Health （页面存档备份，存于）
- Interview （页面存档备份，存于）
- CBC documentary, "I, Pedophile" （页面存档备份，存于）
- Vice documentary, "Age of Consent" （页面存档备份，存于）
- Blog, "Sexology Today" （页面存档备份，存于）
- 詹姆斯·坎托在維基百科的個人頁面 （页面存档备份，存于）